# Rodenbach (Frankenberg)
Rodenbach is een plaats in de Duitse gemeente Frankenberg/Eder, deelstaat Hessen, en telt 1002 inwoners (2007).